# 呉昌征
呉 昌征（ご まさゆき/しょうせい、1916年6月28日 - 1987年6月7日）は、台湾の高雄市橋頭区（当時は台南庁楠梓坑支庁仕隆区）出身のプロ野球選手（外野手）。
プロ入りから1942年までの登録名は本名の呉 波（ご は）。その後、日本に帰化し石井 昌征（いしい まさゆき）に改名。登録名は呉 昌征とした。
1リーグ時代に、巨人と阪神の両チームで活躍した外野手。俊足・好打・強肩を誇り、そのエネルギッシュな攻守から人間機関車と呼ばれた。戦時下の投高打低の時代であった1942年・1943年に2年連続で首位打者を獲得。1942年は.286で日本プロ野球唯一の二割台での首位打者、1943年はリーグただ一人の三割打者となり、最高殊勲選手にも輝いた。のちに阪神に移ると、1946年には投手も兼ねる二刀流で戦後初のノーヒットノーランを記録するなど二桁勝利（14勝）も挙げている。1950年のセ・パ両リーグ分立に伴って毎日オリオンズに移籍し、1957年にはNPB史上初の20年現役選手として連盟特別表彰を受けて引退。1995年日本の野球殿堂に、2018年には台湾棒球名人堂に選出され、王貞治に次ぐ2人目の日台野球殿堂入りとなった。

## 経歴

### プロ入りまで
尋常小学校時代に走り高跳びで好記録を出し、織田幹雄から早稲田大学へ来ないか、と勧誘されたとの逸話がある。
嘉義農林学校（のちの国立嘉義大学）時代には近藤兵太郎監督の下、春の甲子園に1回（1935年）、夏の甲子園に3回（1933年、1935年、1936年）出場。裸足の選手として知られたが、平素から裸足でプレーしていたわけではなく、甲子園出場の前に全員でスパイクを新調したが、呉は足に合わず靴ずれが生じ、痛くて脱ぎ捨てただけだったという。当時は外野手に加えて投手を兼任していたが、1935年の春の甲子園では、2回戦でリリーフに立つもほかに救援登板した2投手と合わせて計21四球を出す乱調で、浦和中に12点を与え敗退した。以降、主戦投手になることはなく、野手に専念するようになった。1935年の夏の甲子園では、準々決勝で松山商業に延長戦の末に敗れたが、この試合で安打を放ち一塁に出塁すると三球連続で盗塁を決め、僅か3球の間に得点を挙げてしまったという。また、酷暑の夏の甲子園でプレーしながら、この時の新聞に「甲子園は涼しかった」との談話を残している。甲子園通算6試合で、19打数4安打、打率.211。

### プロ野球現役時代
東京巨人軍監督の藤本定義と嘉義農林の近藤兵太郎が松山商業のOB同士で交流があったこともあり、1937年に巨人軍に入団。新人ながら1番・中堅手のレギュラーとなって春季は打率.289を挙げて打撃成績5位に入るとともに、リーグ最多の8三塁打を記録する。その後打撃不振に陥り一時出場機会が減少するが、1940年より打順は下位ながら中堅手のレギュラーに復活する。1942年は主に七番打者を務めるが、戦時中の物資不足により品質の粗悪な飛ばないボールを使っていたため他選手が軒並み低打率に喘ぐ中、呉は前年より打率を大幅に向上させて終盤にはトップバッターに定着し、打率.286で首位打者を獲得した。なお、打率2割台での首位打者獲得は日本プロ野球唯一の記録となっている。翌1943年は呉波から呉昌征に改名すると、シーズン当初よりトップバッターに入って打率.300を記録。リーグでただ一人の3割打者となって、2年連続の首位打者とともに最高殊勲選手のタイトルを獲得した。また、この年の5月17日から9月18日まで当時の新記録となる29連続盗塁成功を記録している（1964年に広瀬叔功が31連続で更新）。なお、この両年はリーグ最多得点（1942年：65、1943年：68）を記録するとともに、2年連続で盗塁数2位（1942年：40、1943年：54）となった。
1943年シーズン終了後、台湾に帰郷するため巨人を退団するが、一説では徴兵逃れが目的だったともされる。しかし、台湾へ向かう準備で訪れた大阪で、同地の企業・神島化学工業に勤務することとなり、さらに神島化学の社長・宮原清が阪神球団社長の富樫興一に呉を紹介したことで、阪神軍に移籍することとなった。この移籍については、大阪で偶然会った日本野球連盟理事長・鈴木龍二の仲介や、金銭トレードともされる。1944年は20試合の出場で19盗塁を記録し、巨人の呉新亨と並んで盗塁王となった。この時立った打席の数は93で、2021年に千葉ロッテマリーンズの和田康士朗が更新するまで最少打席数の盗塁王であった。
太平洋戦争の激化でプロ野球が開催されなかった1945年は兵役に就き、8月15日の終戦に伴って除隊される。
1946年は投手が少ないチーム事情から、監督の藤村富美男の「外野から正確なバックホームができるのだから、投手もできるだろう」との発案で、呉は投手としても登板するようになる。同年4月28日に行われた開幕第2戦目の対阪急軍戦（西宮）で初先発。9回1失点でプロ初勝利を完投で挙げる。これ以降、先発ローテーションに定着した。特に同年6月16日には戦後初のノーヒットノーランを達成。この試合では四死球を5個与えているが、投球数は122球で試合時間は約1時間半の快投だった。最終的に、この年はチームトップの14勝（6敗）、リーグ9位の防御率3.02を記録した。更に、登板のない日は打者として1番・中堅手で出場。打者としても、打率.291（リーグ14位）、25盗塁（同7位）を記録し、文字通り投打で大活躍した。しかし、以降のシーズンでは投手として出場することはほとんどなく、主に1番・中堅手として阪神球団の主力選手を務めた。なお、この間の1947年には81得点で三度目のリーグ最多得点を記録。1948年には金田正泰の日本記録を更新する129単打を放った（翌年に千葉茂が更新）。また、当時東京の築地に熱心な阪神ファンがおり、チームメイトとともに呉はそのファンの自宅に出入りしていたが、1947年オフに呉はそのファンの姪である和子夫人と結婚している。
1949年末の2リーグ分裂騒動で若林忠志に従ってパ・リーグの毎日オリオンズに移籍。1950年は2番・右翼手としてリーグ4位の打率.324を挙げるとともに、16試合連続得点を記録するなど、毎日のリーグ優勝に貢献した。また同年の日本シリーズ第2戦ではシリーズ第一号本塁打を放っている。1951年も打率.302（リーグ7位）と2年連続3割を記録すると、以降1953年まで1番または2番・左翼手としてレギュラーを務めた。1954年以降は山内和弘にレギュラーを譲って控えに回り、1957年に現役引退。実働20年で現役引退したが、実働20年を記録した選手は日本プロ野球史上初であり、連盟特別表彰を受けた。巨人・阪神という人気チームの両方で主力選手として活躍した稀有な存在であった。巨人対阪神のOB戦では、「君はこっちだ」と川上哲治・青田昇や藤村富美男・梶岡忠義ら両軍からからかわれていた。

### 引退後
引退後は、台湾との間で貿易商を営んだほか、食品会社の監査役、スポーツクラブの顧問などを務めたが、いずれもあまり長く続かなかったという。現役時代から、引退したら日本に帰化すると語っていたとされるが、1977年に還暦を迎えたことを期に帰化し、夫人の旧姓から石井 昌征（いしい まさゆき）に改名した。
1987年6月7日に急性心不全により死去。70歳没。1995年に野球殿堂（特別表彰）入り。
2013年に日本在住の子孫が昌征のルーツを辿るべく訪台している。2018年1月4日には台湾棒球名人堂に選出され、王貞治に次ぐ2人目の日台野球殿堂入りとなった。

## 選手としての特徴

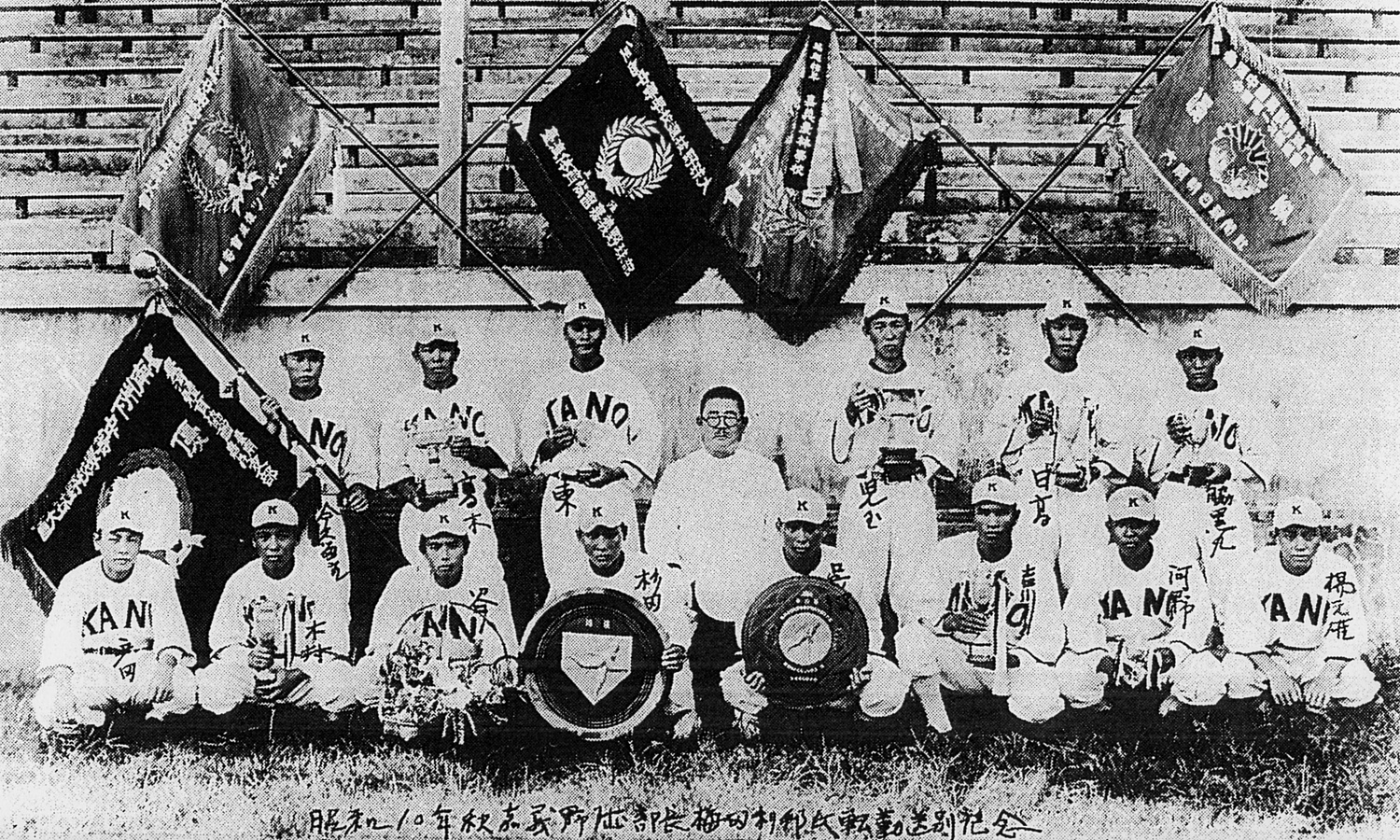
嘉義農林野球部（1935年、前列右から4人目が呉昌征）

俊足・強肩の外野手として活躍。小柄ながらエネルギッシュな攻守により人間機関車と呼ばれた。長打力はなかったが、シュアーなバッティングが持ち味で、時折見せるセーフティバントも得意とした。外野手として鉄砲肩の上にコントロールが良く、二塁からの走者を正確なバックホームで刺す様子はまるで神業のようであったという。

## 人物
昌征という名前は、呉の恩人の息子につけられた名前を「自分にも（その名を）分けてつけさせて下さい」といって変更したものである。
太平洋戦争末期の1945年に日本プロ野球は戦争の影響からシーズンは中断され、阪神甲子園球場のグラウンドは芋畑になったが、呉はそこで現場監督（耕作指導員）を務めた。呉は学生時代に嘉義農林学校で学んだ経験を生かし土壌改良にも取り組んだ。
終戦に伴って、呉は日本語しか話せないにもかかわらず、日本籍から中華民国籍となるが、「戦勝国」側の人間となったことから、配給では優遇を受けたこともあったという。なお、呉は20歳で来日して以降、一度も祖国の土を踏んだことはなかったとされる。

## 逸話
巨人時代に仲の良かった平山菊二の実家に招待された際に五右衛門風呂に入ったが、台湾生まれの呉は入り方がわからず、本来足で底に沈めるべき底板を蓋と勘違いして出して入ってしまう。当然、浴槽の底は高温になっていたため呉は熱くて驚くが、これが日本の風呂と思って失礼に当たらないようにしばらく我慢していた。そのうち、呉もさすがに我慢できなくなり、高速な足の回転を活かして風呂の中で猛烈な勢いで走り続け、何とか火傷せずに済んだという。

## 詳細情報

### 年度別打撃成績
| 年 度      | 球 団      | 試 合 | 打 席 | 打 数 | 得 点 | 安 打 | 二 塁 打 | 三 塁 打 | 本 塁 打 | 塁 打 | 打 点 | 盗 塁 | 盗 塁 死 | 犠 打 | 犠 飛 | 四 球 | 敬 遠 | 死 球 | 三 振 | 併 殺 打 | 打 率 | 出 塁 率 | 長 打 率 | O P S |
| ---------- | ---------- | ----- | ----- | ----- | ----- | ----- | -------- | -------- | -------- | ----- | ----- | ----- | -------- | ----- | ----- | ----- | ----- | ----- | ----- | -------- | ----- | -------- | -------- | ----- |
| 1937春     | 巨人       | 55    | 255   | 194   | 36    | 56    | 5        | 8        | 0        | 77    | 19    | 18    | --       | 8     | --    | 51    | --    | 2     | 23    | --       | .289  | .441     | .397     | .838  |
| 1937秋     | 巨人       | 19    | 59    | 55    | 6     | 18    | 2        | 2        | 0        | 24    | 4     | 4     | --       | 0     | --    | 4     | --    | 0     | 12    | --       | .327  | .373     | .436     | .809  |
| 1938春     | 巨人       | 32    | 116   | 81    | 17    | 17    | 0        | 2        | 0        | 21    | 7     | 9     | --       | 5     | --    | 29    | --    | 1     | 15    | --       | .210  | .423     | .259     | .683  |
| 1938秋     | 巨人       | 5     | 13    | 11    | 1     | 3     | 0        | 0        | 0        | 3     | 0     | 0     | --       | 0     | --    | 2     | --    | 0     | 2     | --       | .273  | .385     | .273     | .657  |
| 1939       | 巨人       | 49    | 48    | 43    | 13    | 7     | 2        | 0        | 0        | 9     | 1     | 2     | --       | 0     | 0     | 5     | --    | 0     | 14    | --       | .163  | .250     | .209     | .459  |
| 1940       | 巨人       | 91    | 316   | 269   | 40    | 53    | 7        | 6        | 2        | 78    | 25    | 13    | --       | 3     | 2     | 39    | --    | 3     | 40    | --       | .197  | .304     | .290     | .593  |
| 1941       | 巨人       | 85    | 336   | 265   | 43    | 59    | 6        | 5        | 1        | 78    | 30    | 14    | --       | 11    | --    | 58    | --    | 2     | 19    | --       | .223  | .366     | .294     | .660  |
| 1942       | 巨人       | 105   | 455   | 370   | 65    | 106   | 11       | 11       | 1        | 142   | 35    | 40    | 7        | 7     | --    | 77    | --    | 1     | 35    | --       | .286  | .411     | .384     | .794  |
| 1943       | 巨人       | 84    | 386   | 297   | 68    | 89    | 12       | 4        | 2        | 115   | 20    | 54    | 5        | 3     | --    | 85    | --    | 1     | 25    | --       | .300  | .457     | .387     | .844  |
| 1944       | 阪神 大阪  | 20    | 93    | 74    | 20    | 22    | 5        | 0        | 0        | 27    | 3     | 19    | 2        | 1     | --    | 18    | --    | 0     | 7     | --       | .297  | .435     | .365     | .800  |
| 1946       | 阪神 大阪  | 101   | 450   | 388   | 78    | 113   | 10       | 7        | 1        | 140   | 32    | 25    | 6        | 7     | --    | 54    | --    | 1     | 25    | --       | .291  | .379     | .361     | .740  |
| 1947       | 阪神 大阪  | 115   | 513   | 445   | 81    | 119   | 15       | 9        | 1        | 155   | 28    | 40    | 9        | 3     | --    | 64    | --    | 1     | 29    | --       | .267  | .361     | .348     | .709  |
| 1948       | 阪神 大阪  | 135   | 606   | 527   | 79    | 146   | 14       | 3        | 0        | 166   | 24    | 35    | 11       | 5     | --    | 70    | --    | 3     | 32    | --       | .277  | .365     | .315     | .680  |
| 1949       | 阪神 大阪  | 82    | 222   | 184   | 31    | 41    | 6        | 1        | 0        | 49    | 10    | 14    | 5        | 5     | --    | 33    | --    | 0     | 16    | --       | .223  | .341     | .266     | .607  |
| 1950       | 毎日       | 98    | 407   | 361   | 89    | 117   | 23       | 11       | 7        | 183   | 45    | 29    | 6        | 3     | --    | 42    | --    | 1     | 36    | 3        | .324  | .396     | .507     | .903  |
| 1951       | 毎日       | 104   | 422   | 381   | 59    | 115   | 13       | 4        | 3        | 145   | 25    | 18    | 9        | 2     | --    | 35    | --    | 4     | 26    | 0        | .302  | .367     | .381     | .747  |
| 1952       | 毎日       | 108   | 320   | 267   | 41    | 69    | 13       | 2        | 1        | 89    | 27    | 16    | 6        | 2     | --    | 50    | --    | 1     | 20    | 4        | .258  | .377     | .333     | .711  |
| 1953       | 毎日       | 101   | 296   | 250   | 47    | 68    | 5        | 3        | 0        | 79    | 14    | 8     | 5        | 3     | --    | 43    | --    | 0     | 27    | 1        | .272  | .379     | .316     | .695  |
| 1954       | 毎日       | 89    | 138   | 115   | 16    | 28    | 5        | 2        | 1        | 40    | 10    | 8     | 2        | 0     | 2     | 19    | --    | 2     | 21    | 0        | .243  | .355     | .348     | .703  |
| 1955       | 毎日       | 107   | 193   | 167   | 33    | 55    | 2        | 0        | 1        | 60    | 23    | 13    | 5        | 2     | 2     | 21    | 2     | 1     | 19    | 1        | .329  | .403     | .359     | .762  |
| 1956       | 毎日       | 72    | 94    | 82    | 6     | 13    | 2        | 0        | 0        | 15    | 4     | 1     | 2        | 2     | 0     | 10    | 0     | 0     | 15    | 3        | .159  | .250     | .183     | .433  |
| 1957       | 毎日       | 43    | 51    | 41    | 11    | 12    | 1        | 1        | 0        | 15    | 3     | 1     | 1        | 1     | 0     | 9     | 0     | 0     | 7     | 0        | .293  | .420     | .366     | .786  |
| 通算：20年 | 通算：20年 | 1700  | 5789  | 4867  | 880   | 1326  | 159      | 81       | 21       | 1710  | 389   | 381   | 81       | 73    | 6     | 818   | 2     | 24    | 465   | 12       | .272  | .379     | .351     | .731  |

- 各年度の太字はリーグ最高
- 阪神（阪神軍）は、1946年に大阪（大阪タイガース）に球団名を変更
- 1945年はシーズンそのものが中止

### 年度別投手成績
| 年 度     | 球 団     | 登 板 | 先 発 | 完 投 | 完 封 | 無 四 球 | 勝 利 | 敗 戦 | セ 丨 ブ | ホ 丨 ル ド | 勝 率 | 打 者 | 投 球 回 | 被 安 打 | 被 本 塁 打 | 与 四 球 | 敬 遠 | 与 死 球 | 奪 三 振 | 暴 投 | ボ 丨 ク | 失 点 | 自 責 点 | 防 御 率 | W H I P |
| --------- | --------- | ----- | ----- | ----- | ----- | -------- | ----- | ----- | -------- | ----------- | ----- | ----- | -------- | -------- | ----------- | -------- | ----- | -------- | -------- | ----- | -------- | ----- | -------- | -------- | ------- |
| 1940      | 巨人      | 1     | 0     | 0     | 0     | 0        | 0     | 0     | --       | --          | ----  | 30    | 7.0      | 8        | 1           | 2        | --    | 0        | 3        | 0     | 0        | 9     | 9        | 11.57    | 1.43    |
| 1946      | 大阪      | 27    | 20    | 16    | 2     | 0        | 14    | 6     | --       | --          | .700  | 757   | 181.1    | 172      | 5           | 65       | --    | 2        | 63       | 2     | 1        | 71    | 61       | 3.03     | 1.31    |
| 1947      | 大阪      | 1     | 1     | 1     | 0     | 0        | 1     | 0     | --       | --          | 1.000 | 37    | 9.0      | 6        | 0           | 2        | --    | 1        | 0        | 0     | 0        | 1     | 0        | 0.00     | 0.89    |
| 1948      | 大阪      | 1     | 1     | 0     | 0     | 0        | 0     | 0     | --       | --          | ----  | 8     | 0.2      | 5        | 0           | 0        | --    | 0        | 0        | 0     | 0        | 3     | 2        | 27.00    | 7.50    |
| 1949      | 大阪      | 1     | 1     | 0     | 0     | 0        | 0     | 1     | --       | --          | .000  | 9     | 1.0      | 5        | 0           | 1        | --    | 0        | 0        | 0     | 0        | 5     | 5        | 45.00    | 6.00    |
| 通算：5年 | 通算：5年 | 31    | 23    | 17    | 2     | 0        | 15    | 7     | --       | --          | .682  | 841   | 199.0    | 196      | 6           | 70       | --    | 3        | 66       | 2     | 1        | 89    | 77       | 3.48     | 1.34    |

### タイトル
- 首位打者：2回（1942年、1943年）※2年連続は史上初
- 盗塁王：1回（1944年）
- 最多安打：1回（1943年）※当時連盟表彰なし、1994年より表彰
- 最多出塁数：2回（1942年、1943年）

### 表彰
- 最高殊勲選手（MVP）：1回（1943年）
- 野球殿堂特別表彰（1995年）
- 台湾棒球名人堂入り（終身貢献賞・競技者部門：2018年[21]）

### 記録
節目の記録
- 1000試合出場：1950年5月1日、対大映スターズ戦 ※史上2人目(無効試合を含めれば1950年4月30日対南海ホークス戦)
- 1000安打：1951年6月3日、対東急フライヤーズ8回戦（後楽園球場）、寺川昭二から左前安打 ※史上7人目[22]
- 200盗塁 1947年4月20日、対阪急ブレーブス1回戦（阪神甲子園球場）※史上初
- 250盗塁 1948年7月03日、対中日ドラゴンズ11回戦（阪急西宮球場）※史上初
- 300盗塁：1950年5月25日、対西鉄クリッパース9回戦（下関球場） ※史上初
- 350盗塁：1952年9月16日、対東急フライヤーズ18回戦（川崎球場）  ※史上初
- 1500試合出場：1955年5月11日、対大映スターズ5回戦（後楽園球場） ※史上初

その他の記録
- ノーヒットノーラン：1946年6月16日、対セネタース戦、阪急西宮球場 ※史上14人目、戦後初、野手登録選手史上唯一
- 実働20年：1937年 - 1944年、1946年 - 1957年 ※史上初
- 29連続盗塁成功：1943年5月17日 - 9月18日
- 16試合連続得点：1950年5月15日 - 6月21日
- 日本選手権シリーズ第一号本塁打：1950年11月23日、対松竹ロビンス戦、江田孝から
- オールスターゲーム出場：2回（1951年、1953年）

### 背番号
- 23（1937年 - 1943年、1946年 - 1956年）
- 53（1957年）

### 登録名
- 呉 波（ご は、1937年 - 1942年）
- 呉 昌征（ご しょうせい、1943年 - 1957年）

## 映画化
台湾で2014年2月27日から、日本では2015年1月24日から公開された台湾公立嘉義農林学校（現・国立嘉義大学）野球部の活躍を描いた台湾映画「KANO 1931海の向こうの甲子園」の作中に少年時代の呉も登場し、魏祈安が演じた。